# 그레이스 코프먼
그레이스 코프먼(Grace Kaufman, 2002년 4월 29일 ~ )은 미국의 배우이다.